# Rosewall Creek Park
Rosewall Creek Park är en park i Kanada.   Den ligger i provinsen British Columbia, i den sydvästra delen av landet, 3 700 km väster om huvudstaden Ottawa. Rosewall Creek Park ligger 35 meter över havet.
Terrängen runt Rosewall Creek Park är varierad. Havet är nära Rosewall Creek Park åt nordost. Runt Rosewall Creek Park är det ganska glesbefolkat, med 27 invånare per kvadratkilometer.. Närmaste större samhälle är Union Bay, 16,3 km nordväst om Rosewall Creek Park. 